# Nicoline Weywadt

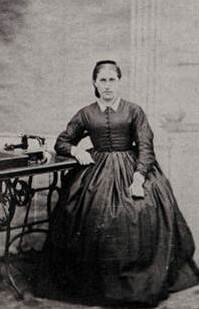
Nicoline Weywadt

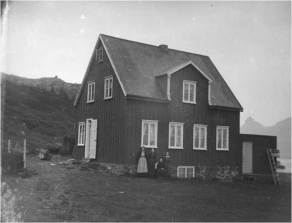
Teigarhorn, das Wohnhaus der Familie Weywadt, fotografiert von Nicoline Weywadt

Nicoline Marie Elise Weywadt (* 5. Februar 1848 in Djúpivogur; † 20. Februar 1921) war die erste Isländerin, die als Fotografin arbeitete.

## Biographie
Nicoline Weywadt war eine Tochter der dänischen Eheleute Sophie Brochdorf (1826–1902) und Niels Peter Email Weywadt (1814–1883), Direktor der Filiale des dänischen Handelshauses Ørum & Wulff in Djúpivogur an der Ostküste Islands; das Land war damals noch eine dänische Kolonie. Sie hatte 13 Geschwister und war das zweitälteste Kind der Familie. 1880 zog die Familie in das von Niels Weywadt erbaute Haus am Teigarhorn. Vier Kinder starben als Säuglinge, weitere vier schon erwachsene Geschwister von Nicoline kamen im September 1872 ums Leben, als ein Boot auf einer Überfahrt von Teigarhorn nach Djúpivogur sank.
Weywadt ging zum Studium von Fotografie und Mineralogie nach Kopenhagen. 1872 machte sie ihren Abschluss und war somit die erste isländische Frau, die die Fotografie beherrschte und fortan als Fotografin arbeitete; insgesamt gab es im Jahr 1890 zehn Berufsfotografen in Island. Nach ihrer Rückkehr nach Island gründete sie in Djúpivogur ein Fotoatelier, das erste in Ostisland. Von 1880 bis 1882 ließ ihr Vater den Teigarhorn-Hof errichten.
Nach dem Tod ihres Vaters im Jahr 1883 übernahm Nicoline Weywadt den Teigarhorn-Hof und richtete dort eine Fotowerkstatt ein. Insgesamt arbeitete sie rund 30 Jahre lang als Fotografin. Sie bildete ihre Nichte, Hansína Regína Björnsdóttir (1884–1973), die 1902 ihren Abschluss in Fotografie in Kopenhagen machte, zu ihrer Assistentin aus. 1888 reiste Nicoline erneut nach Kopenhagen, um sich über die neuesten Entwicklungen in der Fotografie zu informieren. Etwa 1903 überließ sie Hansina die Leitung des Studios.
Nicoline Weywadt fotografierte Menschen und Orte. Die Menschen kamen zu ihr, um sich fotografieren zu lassen, wenn sie etwa den Markt in Djúpivogur besuchten. Sie selbst bereiste Ansiedlungen in Ostisland, die sich im Aufbau befanden, wie Seyðisfjörður und Eskifjörður, und dokumentierte so die bauliche Entwicklung im Osten des Landes. Zahlreiche ihrer Fotoplatten und die ihrer Nichte Hansína Regína befinden sich im Isländischen Nationalmuseum.

## Teigarhorn
Der Teigarhorn-Hof, auf dem Nicoline Weywadt lebte, befindet sich auf einer der bekanntesten Zeolith-Fundstellen der Welt. Seit 1975 ist der Hof teilweise als Naturdenkmal, 2013 das gesamte Gebiet zum Naturschutzgebiet erklärt. Ein Teil des Geländes ist geschütztes Nistgebiet für Eiderenten. Seit 1992 ist das Haus Teil der Sammlung historischer Gebäude des Isländischen Nationalmuseums.